# Юринська сільська рада
Ю́ринська сільська́ ра́да — колишня сільська рада в складі Кіясовського району Удмуртії, Росія. Адміністративним центром сільради був присілок Юрино.
Сільрада була утворена в 1924 році шляхом перетворення волостей в складі новоствореного Кіясовського району Сарапульського округу Уральської області. 1 січня 1932 року постановою президії ВЦВК сільрада була передана разом з районом до складу Сарапульського району Уральської області. В лютому 1934 року сільрада разом з районом увійшла до складу Свердловської області, але із 7 грудня увійшла до складу Кіровського краю. З 23 січня 1935 року Кіясовський район був відновлений, з грудня 1936 року він став частиною Кіровської області, до складу цього району була повернута і сільрада. Постановою ВЦВК від 22 жовтня 1937 року сільрада разом з районом увійшла до складу новоствореної Удмуртської АРСР. Згідно з указом президії ВР РРФСР від 16 червня 1954 року до сільради була приєднана Виєздинська сільська рада. Постановою президії ВР Удмуртської АРСР від 8 грудня 1962 року та указами президії ВР РРФСР від 1 лютого 1963 року і президії ВР Удмуртської АРСР від 5 березня Кіясовський район був ліквідований, сільрада передана до складу Сарапульського району. 2006 року, у зв'язку з адміністративною реформою сільрада була перетворена в Юринське сільське поселення.